# Кубок Грузії з футболу 2019
Кубок Грузії з футболу 2019 — (також відомий як Кубок Давида Кіпіані) 30-й розіграш кубкового футбольного турніру у Грузії. Титул вперше здобув Сабуртало.

## Календар
| Раунд        | Дата               | Матчі | Клуби   |
| ------------ | ------------------ | ----- | ------- |
| Перший раунд | 24 березня 2019    | 14    | 58 → 44 |
| Другий раунд | 27-29 березня 2019 | 12    | 44 → 32 |
| 1/16 фіналу  | 16-17 квітня 2019  | 16    | 32 → 16 |
| 1/8 фіналу   | 18-19 червня 2019  | 8     | 16 → 8  |
| 1/4 фіналу   | 24-25 вересня 2019 | 4     | 8 → 4   |
| 1/2 фіналу   | 23 жовтня 2019     | 2     | 4 → 2   |
| Фінал        | 8 грудня 2019      | 1     | 2 → 1   |

## 1/16 фіналу
| Команда 1               | Рахунок | Команда 2               |
| ----------------------- | ------- | ----------------------- |
| 16 квітня 2019          |         |                         |
| Самтредія (2)           | 3:2     | Діла                    |
| Гареджі (Саґареджо) (4) | 2:0     | Чиатура (4)             |
| Іберія (Тбілісі) (4)    | 0:2     | Мерані (Мартвілі) (3)   |
| Легіоні (Горі) (4)      | 1:2     | Тбілісі Сіті (4)        |
| Шевардені-1906 (2)      | 1:2     | Сіоні                   |
| Егрісі (Сенакі) (4)     | 1:4     | Динамо (Тбілісі)        |
| Сабуртало               | 1:0     | Динамо (Батумі)         |
| 17 квітня 2019          |         |                         |
| Динамо-2 (Батумі) (4)   | 0:2     | Руставі                 |
| Гагра (2)               | 2:0     | Шукура (2)              |
| Телаві (2)              | 3:0     | ВІТ Джорджія            |
| Зугдіді (2)             | 3:2 дч  | Цхінвалі (2)            |
| Бетлемі (3)             | 1:2     | Гурія (2)               |
| Боржомі (3)             | 1:4     | Торпедо (Кутаїсі)       |
| Зестафоні (4)           | 0:2     | Мерані (Тбілісі) (2)    |
| Спаері (4)              | 5:1     | Колхеті-1913 (Поті) (2) |
| Локомотив (Тбілісі)     | 1:0     | Чихура                  |

## 1/8 фіналу
| Команда 1               | Рахунок      | Команда 2           |
| ----------------------- | ------------ | ------------------- |
| 18 червня 2019          |              |                     |
| Самтредія (2)           | 1:2          | Сабуртало           |
| Гареджі (Саґареджо) (4) | 3:3 пен. 4:2 | Спаері (4)          |
| Тбілісі Сіті (4)        | 3:1          | Зугдіді (2)         |
| Мерані (Мартвілі) (3)   | 3:0          | Гурія (2)           |
| 19 червня 2019          |              |                     |
| Мерані (Тбілісі) (2)    | 1:0 дч       | Динамо (Тбілісі)    |
| Гагра (2)               | 2:3          | Торпедо (Кутаїсі)   |
| Телаві (2)              | 0:1          | Локомотив (Тбілісі) |
| Руставі                 | 2:0          | Сіоні               |

## 1/4 фіналу
| Команда 1               | Рахунок      | Команда 2           |
| ----------------------- | ------------ | ------------------- |
| 24 вересня 2019         |              |                     |
| Мерані (Тбілісі) (2)    | 0:1 дч       | Сабуртало           |
| Мерані (Мартвілі) (3)   | 1:2 дч       | Локомотив (Тбілісі) |
| 25 вересня 2019         |              |                     |
| Гареджі (Саґареджо) (4) | 2:1          | Тбілісі Сіті (4)    |
| Руставі                 | 0:0 пен. 2:4 | Торпедо (Кутаїсі)   |

## 1/2 фіналу
| Команда 1               | Рахунок | Команда 2           |
| ----------------------- | ------- | ------------------- |
| 23 жовтня 2019          |         |                     |
| Гареджі (Саґареджо) (4) | 2:3     | Локомотив (Тбілісі) |
| Сабуртало               | 2:0     | Торпедо (Кутаїсі)   |

## Фінал
| 8 грудня 2019 13:30 (EEST) |

| Сабуртало                               | 3:1      | Локомотив (Тбілісі)    |
| --------------------------------------- | -------- | ---------------------- |
| Кохреїдзе 12' Габедава 19' Какубава 89' | Протокол | Сіхарулідзе 52' (пен.) |

| Тенгіз Бурджанадзе, Горі Глядачів: 3 000 Арбітр: Іраклі Квірікашвілі |